# Drapeau du Delaware
Le drapeau du Delaware est le drapeau officiel de l'État américain du Delaware. Il se compose d'un losange couleur chamois sur un fond bleu colonial, avec le sceau du Delaware à l'intérieur du diamant. Sous le losange figure la date du 7 décembre 1787, jour où le Delaware devint le premier État à ratifier la Constitution des États-Unis d'Amérique. Les couleurs du drapeau rappellent l'uniforme que portait le Général George Washington.
Le blason au centre a été adopté le 17 janvier 1777. Le fond du blason comporte trois bandes horizontales verte, blanche et bleue. Au-dessus figurent une gerbe de blé et un épi de maïs. Sur la bande verte figurant l'herbe, se tient un bœuf. Tous ces symboles représentent la vocation agricole du Delaware. Au-dessus du blason, un trois-mats rappelle la façade maritime de l'État. Un fermier à gauche et un soldat à droite se tiennent debout de chaque côté du blason. La devise de l'État «   Liberty and Independence » est inscrite sous le blason.
Les régiments venus du Delaware durant la guerre de Sécession arboraient un drapeau similaire, avec les armoiries de l'État sur fond bleu.
Le drapeau a été officiellement adopté le 24 juillet 1913.